# Шестаков Василь Іванович
Василь Іванович Шестаков (12 (24) грудня 1891, місто Кадом Темниковського повіту Тамбовської губернії, тепер робітниче селище Кадомського району Рязанської області, Російська Федерація — 14 вересня 1956, Москва) — радянський діяч, народний комісар легкої промисловості СРСР. Член Комісії партійного контролю при ЦК ВКП(б) (1934—1939). Член ЦВК СРСР (1927—1929 і 1931—1935). Депутат Верховної Ради СРСР 1-го скликання.

## Біографія
Народився в родині земського фельдшера. У 1910 році закінчив Куликовське ремісниче училище Темниковського повіту Тамбовської губернії.
З січня 1911 по грудень 1912 року — слюсар заводу братів Бромлей у Москві. У грудні 1912 — травні 1913 року — слюсар фабрики товариства «Штюрк і К Жестянка» в Москві. Був слухачем вечірніх Пречистенських курсів у Москві.
У червні — жовтні 1913 року — слюсар заводу «Сімменс-Шукерт» в Санкт-Петербурзі. У жовтні 1913 — січні 1914 року — слюсар-інструментальник механічного заводу «Новий Лесснер» в Санкт-Петербурзі. У січні 1914 — червні 1915 року — слюсар-інструментальник електромеханічного заводу Гейслера в Петрограді.
Член РСДРП(б) з квітня 1914 року.
У липні 1915 — листопаді 1916 року — слюсар-інструментальник машинобудівного заводу «Фенікс» в Петрограді.
У листопаді 1916 — грудні 1917 року — лекальник майстерень Петроградського технологічного інституту. Після Лютневої революції 1917 року також голова заводського комітету майстерень Петроградського технологічного інституту.
У січні — травні 1918 року — товариш голови Таганрозького окружного виконавчого комітету.
У травні — жовтні 1918 року — секретар сільськогосподарської артілі в місті Кадомі Темниковського повіту Тамбовської губернії. З жовтня 1918 по лютий 1919 року хворів. У лютому — липні 1919 року — член виконавчого комітету, завідувач відділу народної освіти Кадомської міської ради.
У липні — листопаді 1919 року — слухач центральної радпартшколи в Москві.
У листопаді 1919 — лютому 1920 року — голова Кадомського міського комітету РКП(б).
У березні — серпні 1920 року — голова Темниковского повітового комітету праці (профспілкового бюро) Тамбовської губернії.
У серпні 1920 — червні 1921 року — голова Темниковского повітового комітету РКП(б) Тамбовської губернії.
У червні 1921 — червні 1922 року — голова, секретар Моршанського повітового комітету РКП(б) Тамбовської губернії.
У червні 1922 — березні 1924 року — голова Тамбовської губернської ради профспілок.
У квітні 1924 — березні 1926 року — голова Терского губернської (окружної) ради профспілок у місті П'ятигорську.
У березні 1926 — травні 1927 року — партійний організатор Пролетарського паровозобудівного заводу в Ленінграді.
У травні 1927 — вересні 1929 року — заступник директора, директор металургійного заводу імені Сталіна в Ленінграді. У 1929 році закінчив вечірні курси червоних директорів у Ленінграді.
У жовтні 1929 — листопаді 1931 року — заступник голови Ленінградської міської ради і Ленінградського обласного виконавчого комітету.
У листопаді 1931 — лютому 1934 року — голова Ленінградської міської і обласної контрольних комісій — робітничо-селянських інспекцій.
У лютому — вересні 1934 року — в центральному апараті Комісії партійного контролю при ЦК ВКП(б). Одночасно до лютого 1935 року — заступник завідувача промислового відділу ЦК ВКП(б).
У лютому 1935 — лютому 1937 року — завідувач промислово-транспортного відділу Ленінградського обласного комітету ВКП(б).
У жовтні 1935 — вересні 1936 року — 3-й секретар Ленінградського обласного комітету ВКП(б).
У вересні 1936 — лютому 1937 року — 3-й секретар Ленінградського міського комітету ВКП(б).
У лютому — вересні 1937 року — голова Ленінградської міської ради.
7 вересня 1937 — 2 січня 1939 року — народний комісар легкої промисловості СРСР.
У березні 1939 — червні 1942 року — начальник Головного управління поліграфічного обладнання «Головполіграфмаш» Народного комісаріату загального машинобудування СРСР (з листопада 1941 року — Народного комісаріату мінометного озброєння СРСР).
У липні 1942 — березні 1946 року — начальник Головного управління з виробництва обладнання для текстильної і легкої промисловості «Головтекстильмаш» 3-го (з 1944 року — 1-го) головного управління Народного комісаріату мінометного озброєння СРСР.
У березні 1946 — квітні 1953 року — начальник Головного управління з виробництва обладнання для текстильної і легкої промисловості «Головтекстильлегмаш» Міністерства машинобудування і приладобудування СРСР.
У травні 1953 — жовтні 1954 року — директор Всесоюзного науково-дослідного інституту текстильного і легкого машинобудування Міністерства машинобудування СРСР.
З жовтня 1954 року — персональний пенсіонер союзного значення в Москві.

## Нагороди
- орден Леніна
- орден Трудового Червоного Прапора
- орден Вітчизняної війни І ст.
- орден «Знак Пошани»
- медалі